# Nhà thờ All Saints, Blizne
Nhà thờ Các Thánh (All Saints) ở Blizne - một kiến trúc Gothic, nhà thờ gỗ nằm ở làng Blizne từ thế kỷ XV, cùng với các nhà thờ khác nhau được thiết kế như một phần của UNESCO Nhà thờ gỗ Ba Lan Nam Lesser.
Nhà thờ ở Blizne là một trong những di sản đáng chú ý nhất về kiến trúc bí tích bằng gỗ ở Ba Lan, là một trong những nhà thờ bằng gỗ đáng chú ý nhất ở Ba Lan, nhà thờ là một phần của Đường mòn kiến trúc bằng gỗ ở Subcarpathian Voivodeship (Szlak Architektury Drewnianej).

## Lịch sử
Một khu phức hợp nhà thờ-giáo xứ độc đáo nằm trên một đỉnh đồi, được bao quanh bởi rừng cây cổ thụ. Nhà thờ bằng gỗ có các cấu trúc kiên cố, được xây dựng vào thế kỷ mười lăm hoặc mười sáu (rất có thể là trước năm 1470), theo phong cách kiến trúc Gothic. Tòa tháp của nhà thờ được xây dựng vào nửa đầu thế kỷ XVII, với soboty (gỗ chạm trổ được hỗ trợ bởi các trụ cột) được giải mã.

## Kiến trúc
Nhà thờ được xây dựng với công nghệ được sử dụng để xây dựng một ngôi nhà gỗ, được xây dựng từ các tấm ván linh sam. Ban đầu, nhà thờ có kết nối khối móc, đặc trưng của kiến trúc Lesser Ba Lan. Một tháp chuông lớn nằm ở phía tây của nhà thờ, với một ngôi sao treo trên đó. Mái vòm của nhà thờ được lợp bằng ván lợp gỗ. Nhà thờ được bao quanh bởi một khu vườn với những nhà nguyện có những bức tường bao quanh.